# Fua Logo Tavui
Fua Logo Tavui (* 23. Juli 1952 im Santa Clara County, Kalifornien, Vereinigte Staaten) ist ein Segler aus Amerikanisch-Samoa.
Er nahm 1996 in Atlanta an der olympischen Segelregatta vor Savannah teil. Gemeinsam mit seinem Partner Robert Lowrance belegte im Starboot den 24. Platz.